# 16982 Tsinghua
16982 Tsinghua è un asteroide della fascia principale. Scoperto nel 1999, presenta un'orbita caratterizzata da un semiasse maggiore pari a 2,1846200 UA e da un'eccentricità di 0,1023305, inclinata di 5,97546° rispetto all'eclittica.
È intitolato all'università Tsinghua, a Pechino.